# راستغويان (مقاطعة فامنين)
راستغويان (بالفارسية: راستگویان) هي قرية تقع في قسم مفتح الريفي (مقاطعة فامنين) في إيران. يقدر عدد سكانها بـ 350 نسمة بحسب إحصاء 2016.